# Anna Seward
Anna Seward, född 12 december 1742 i Eyam, Derbyshire, död 25 mars 1809 i Lichfield, Staffordshire, var en engelsk romantisk författare och poet och kallades ofta för The Swan of Lichfield. Hon var medlem i en litterär cirkel tillsammans med William Hayley, Erasmus Darwin, Thomas Day, and Richard Lovell Edgeworth.

## Biografi
Anna Seward var äldsta dotter till Tomas Seward, kyrkoherde och författare och Elizabeth Seward. Anna fick flera syskon men alla dog i späd ålder. Hon bearbetade sorgen i poemet Eyam. 1749 blev fadern utsedd till kanik vid katedralen i Lichfield och flyttade in i biskopsgården. Biskopsgården blev ett litterärt centrum som inkluderade Erasmus Darwin, Samuel Johnson och James Boswell.

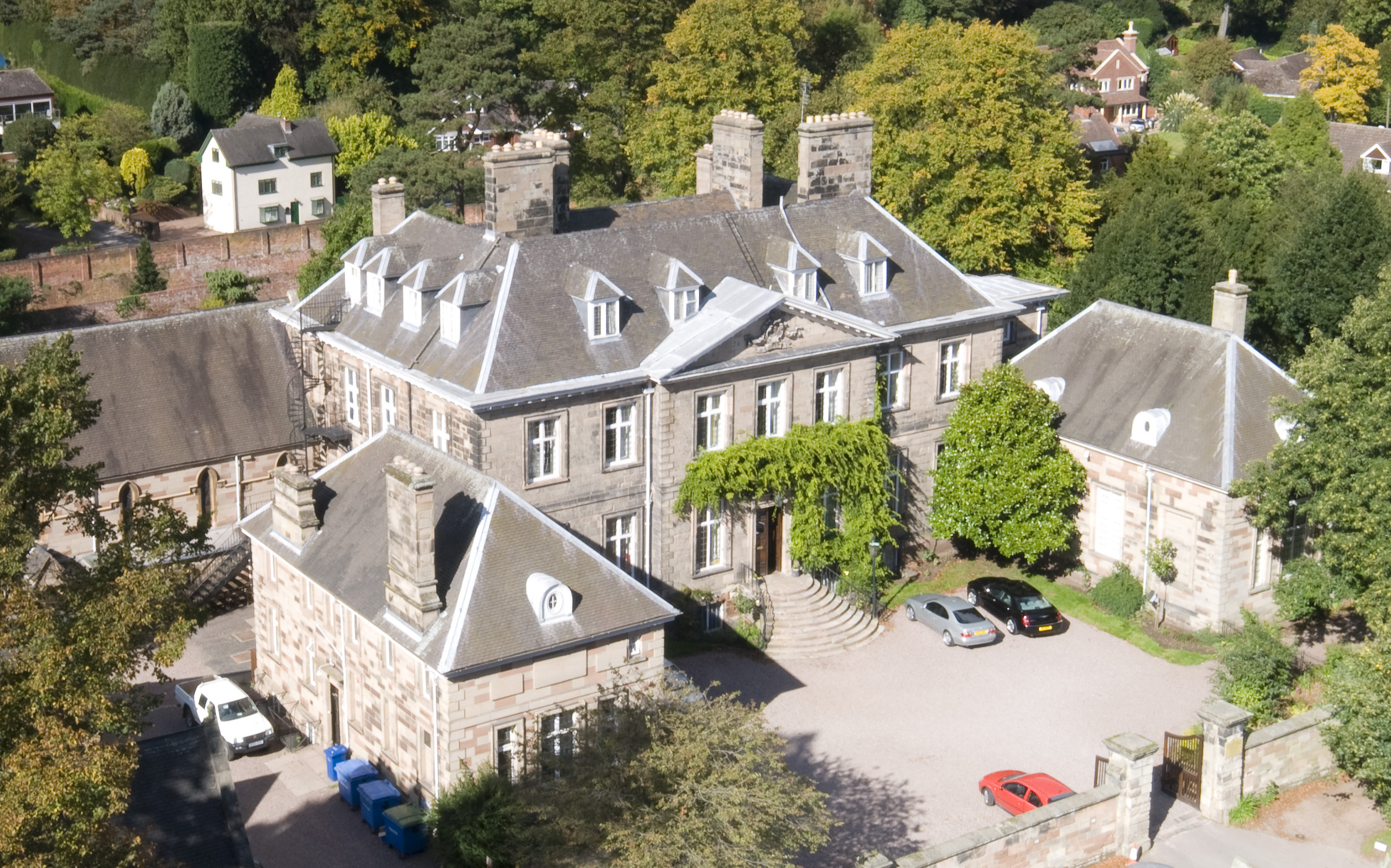
Bishopsgården i Lichfield

År 1756 dog en väninna till Elizabeth Seward och efterlämnade en femårig dotter, Honora Sneyd. Honora togs om hand av familjen Seward och blev som en kär lillasyster till Seward. 
När Seward var 15 år träffade hon poeten, läkaren och vetenskapsmannen Erasmus Darwin. Han uppmuntrade henne att skriva poesi. Hon vistades ofta i Darwin och hans fru Marys hem. Senare skrev hon en biografi om Darwin.

### Lunar Society
Lunar Society var en klubb som verkade i Birminghams omgivningar mellan 1765 och 1815. Klubben träffades hemma hos medlemmarna och diskuterade de senaste vetenskapliga rönen och påverkan på politik och filosofi.

## Eftermäle

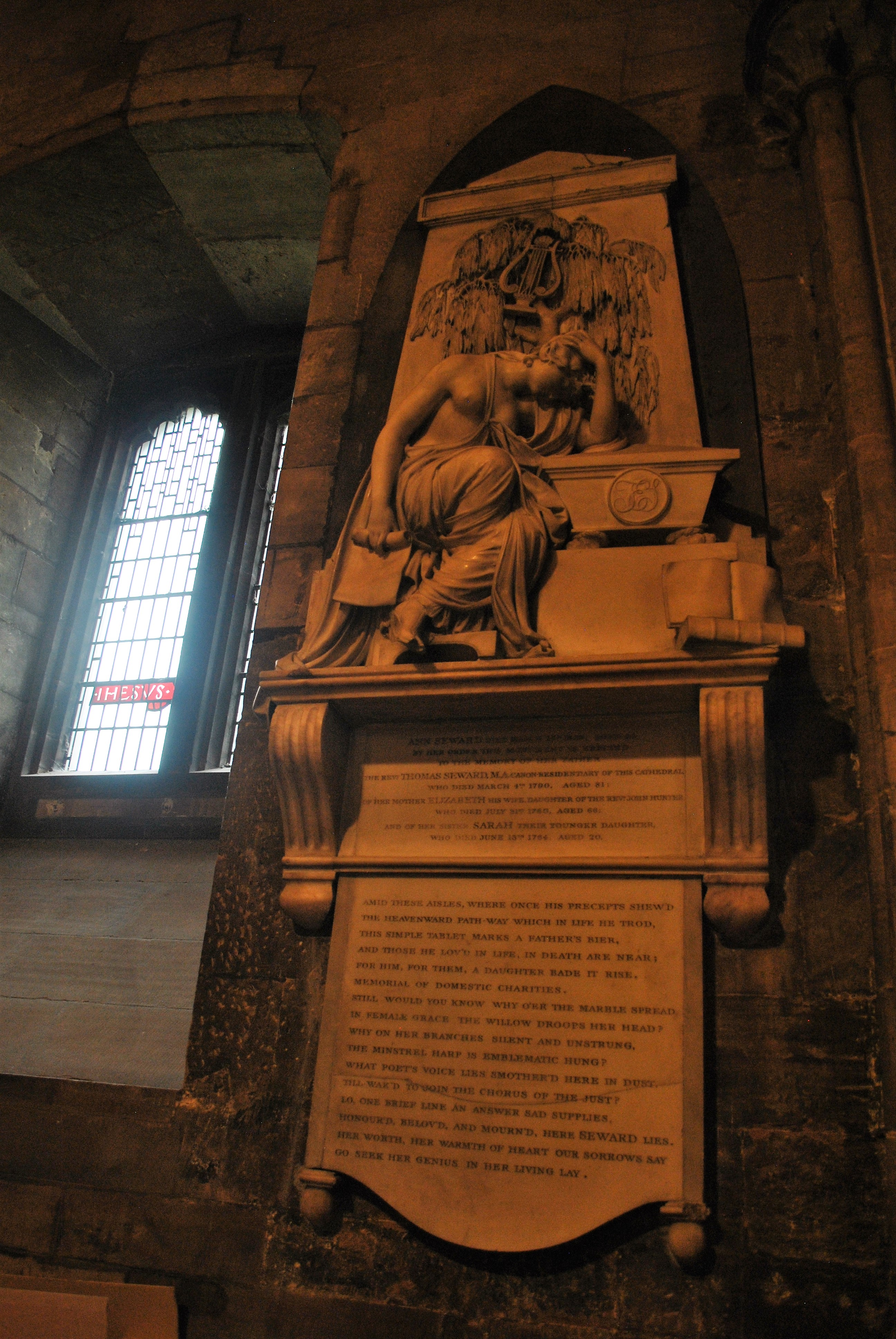
Anna Seward Minnestavla Lichfieldkatedralen